# 佤邦 (歷史地區)
佤地，在此指的佤族歷來居住的地區，這地區位於緬甸撣邦東北部和雲南普洱市一帶。佤邦一詞由19世紀英國殖民當局記載的Wa States而來。
該地特點是崎嶇多山和遍佈深谷，沒城市，歷來被傣族莽冷詔法統治，這里的人口1911年時估計有50000人。佤族的口頭傳統聲稱，他們的領地在遙遠的過去比現在大得多，而很多撣族的編年史也證實這點，現在緬甸的佤邦與他們歷史上居住的地方大致相同。

## 歷史
有19世紀之前，佤地並沒有歷史記錄。泰國北部的傳說聲稱，蘭納是由9個佤族氏族建立。根據佤族口頭傳說，他們曾在景棟和清邁生活，這一觀點現在被由叢林覆蓋的山丘設防城鎮遺跡所支持，但在大約1229年他們逐漸被泰人首領孟萊王征服。
在這被泰人征服後，有少數佤族人留在景棟，大部分被趕上山區生活，被傣族軍事控制。

## 19世紀
在19世紀，英國政府認為該地區是偏遠的領土，並沒直接管理當地，而是由傣族莽冷詔法間接統治。該地既不屬中國也不屬英國，因此，佤邦從來沒有完全納入英屬緬甸的版圖。很多地區停留在部落階段，一些所謂的國家只是一些有較大較多防衛設施的村落。
當地除了佤族，也有撣族，克欽族和拉祜族生活。這裡的主要居民佤族傳統上是萬物有靈論者，但到了19世紀少數佤族已被鄰近的撣族佛教徒影響接受佛教，但大多只是表面上信仰，那些拋棄自己的傳統萬物有靈的佤族被稱為馴佤。
在19世紀後期，有些雲南潘泰人到此經商，並與當地撣族女人結婚，班弄成為他們的活動中心。由於他們享受自治權增加了他們的經濟和軍事控制的地區，使他們與當地人關係變壞，終於在1926年爆發戰爭，潘泰人戰敗流散至泰國北部等地。

## 20世紀
佤地在20世紀前一直與世隔絕，來自內布拉斯加州基督教傳教士威廉·楊格是第一個到達緬甸佤族地區的西方人。他深入研究了佤語並用拉丁文拼寫。第一本佤語字典發行於1933年。
在20世紀40年代，中國內戰期間，在中共解放軍接管了中國大陸後，國民黨軍隊殘部退守緬甸。一些部隊留在薩爾溫江以東，並支持緬甸共產黨的叛亂。
佤邦後來被併入撣邦，後從撣邦第二特區中分出，成為獨立的邦。在緬甸共產黨時期，一些城鎮第一之經歷了現代化的管理，在此期間內鴉片種植和毒品販運增加，佤族古老傳統的生活陷入中斷，但同時基礎建設大增，佤邦地區進入現代化的時代。